# Ernest Sanson
Pour les articles homonymes, voir Sanson.
Paul Ernest Sanson est un architecte français, né à Paris le 12 mai 1836, et où il est mort le 15 janvier 1918.

## Biographie
Ernest Sanson naît le 12 mai 1836 au 78 de la rue du Bac, à Paris dans le 7e arrondissement. 
Entré à 18 ans le 25 novembre 1855 à l'École des beaux-arts de Paris, Sanson suit les cours de Jacques Gibert, puis de Charles Questel. Il intègre la Première Classe de cette école en 1861.
En 1861, il épouse Marie-Caroline Scelles. Ils auront deux garçons : Maurice Pierre (1864-1917) et Louis Charles (1866-1913). C’est à cette époque que s’achève sa scolarité à l’Ecole des Beaux-Arts.
Sanson travaille avec Denis-Louis Destors et Charles Questel avant d'entrer à l'agence d'Antoine-Nicolas Bailly. En 1865, ce dernier lui cède son agence qui, sous sa direction, acquiert rapidement une grande renommée auprès d'une clientèle aristocratique ou bourgeoise fortunée. Il y a pour collaborateurs son fils Maurice, Victor-Guillaume Bariller et René Sergent. L'agence s'installera successivement 43 rue de Saint-Pétersbourg, 48 rue d'Anjou et 25 rue de Lübeck.
Le style distinctif de Sanson est la construction de demeures élégantes, inspirées des meilleurs modèles classiques, mais confortables et pourvues de tout le confort moderne. Il surclasse ses rivaux par l'élégance de son style et la sûreté de son goût, là où d'autres construisent des résidences qui font immanquablement penser à des hôtels de voyageurs.
Il est autant apprécié par les vieilles familles (Broglie, Vogüé, Greffulhe et d'Arenberg, de Maillé) que par les nouvelles fortunes qui voient dans ses services un moyen architectural d'élévation sociale.
En 1884, Sanson reçoit la grande médaille d'argent de l'architecture privée de la Société centrale des architectes puis, en 1908, la grande médaille d'or. En 1911, il est fait chevalier de la Légion d'honneur.

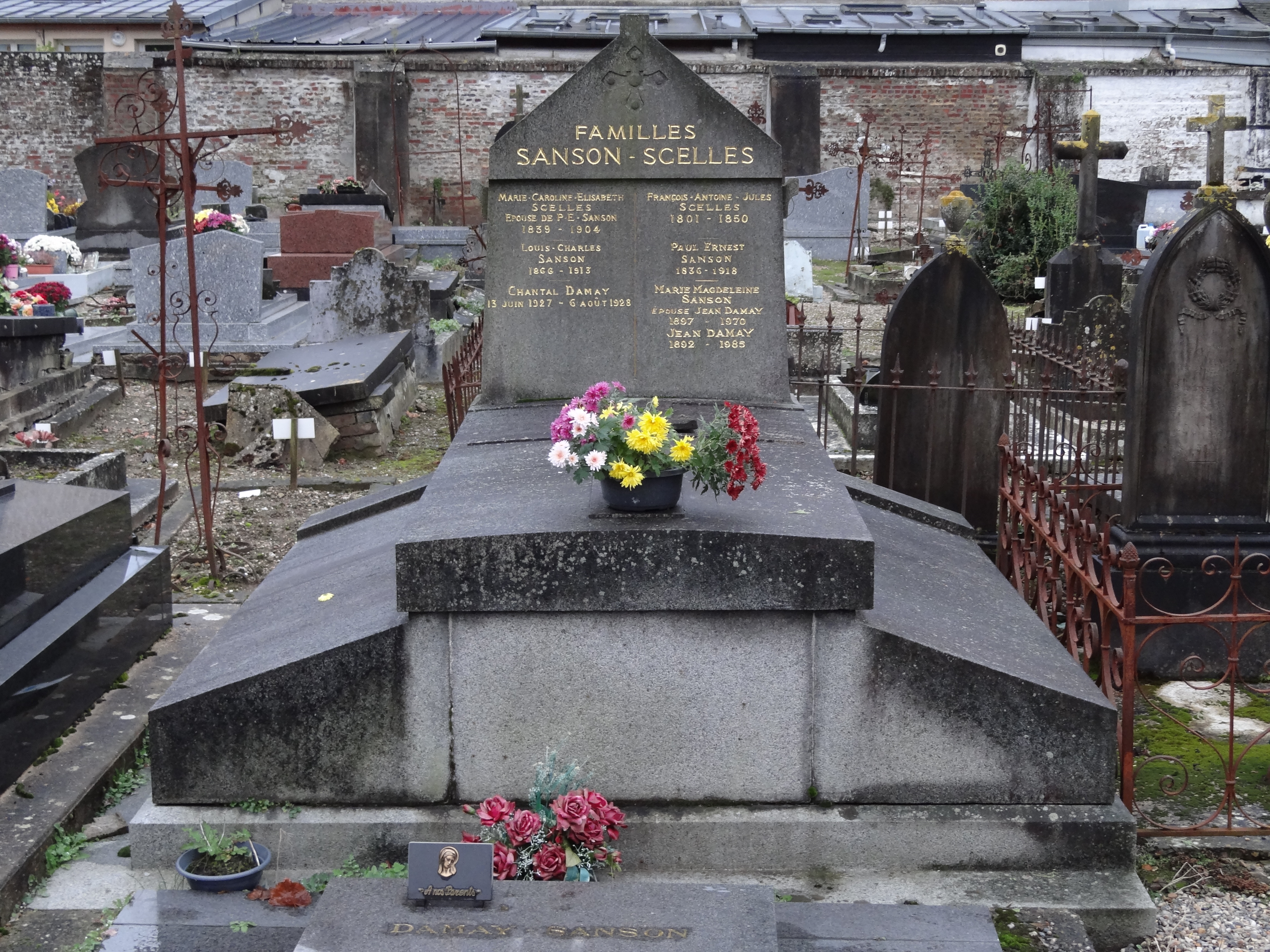
La tombe d'Ernest Sanson au cimetière de Saint-Valery-sur-Somme (Somme).

Il meurt le 15 janvier 1918 au 84 de la rue de Longchamp à Paris dans le 16e arrondissement. Il est inhumé au cimetière de Saint-Valery-sur-Somme.

## Archives
Les plans et dossiers des architectes de la famille Sanson sont conservés aux Archives nationales sous la cote 143AP.

## Principales œuvres de Sanson

### France

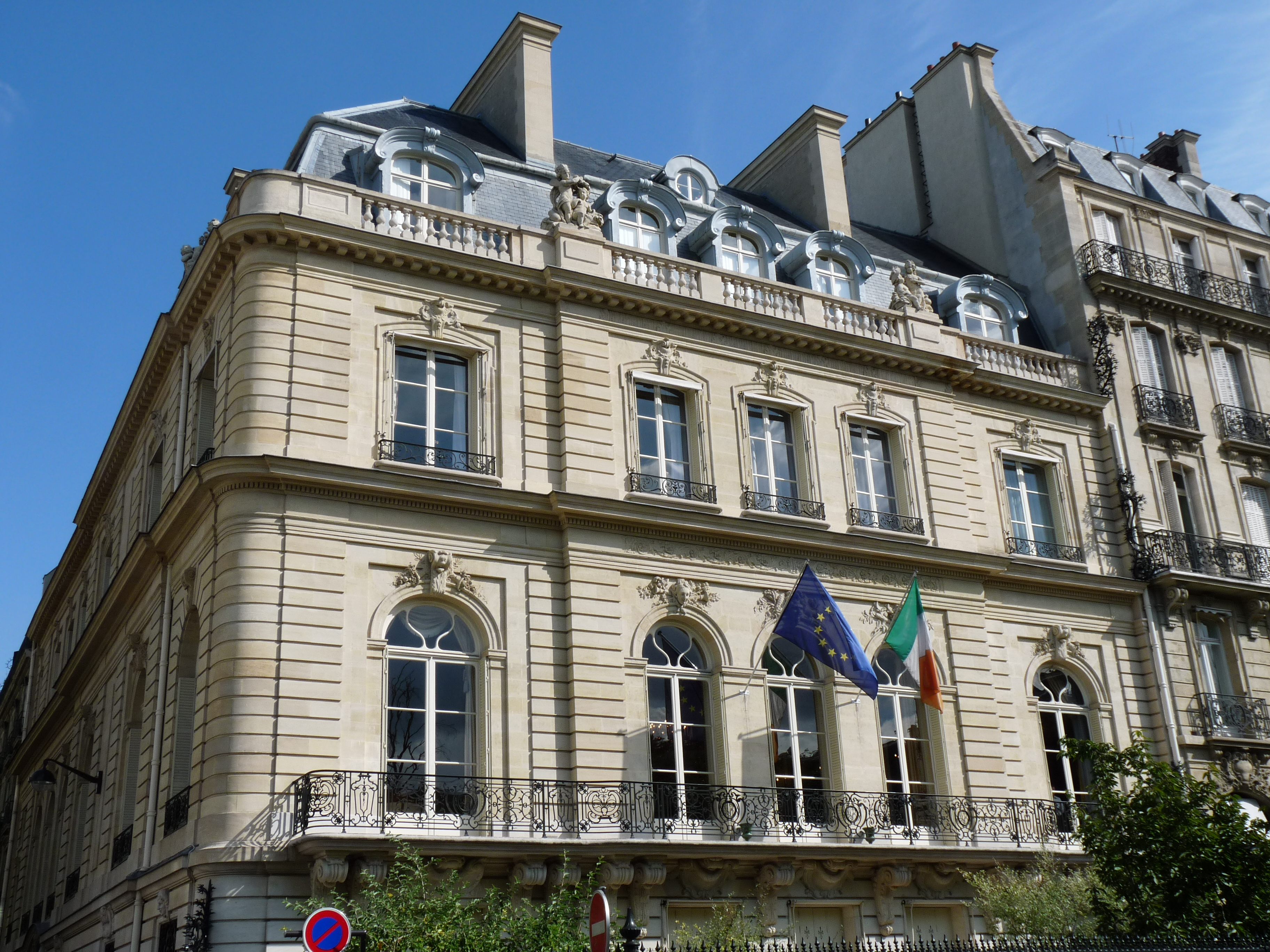
Hôtel de Breteuil, aujourd'hui ambassade d'Irlande, Paris, 1902.

- Château de la Jumellière (Maine-et-Loire) : agrandissement pour le comte de Maillé, du château construit par l'architecte Parent (XIXe s.) - écuries
- Chapelle anglicane Victoria, rue Auguste-Vacquerie à Paris 16e, en style néo-roman, construite en 1887-1888 et détruite en 1975
- Château de Menetou-Salon (Cher) : construit dans le style de la Renaissance (inspiré du Palais Jacques-Cœur de Bourges) pour le prince et la princesse Auguste d'Arenberg (1884-1890)
- Château de Chaumont-sur-Loire (Loir-et-Cher) : restauration (1875 ou 1885) pour le prince Henri Amédée de Broglie et son épouse Marie
- Château de la Verrerie (Cher) : agrandissement (1892) pour le marquis Louis de Vogüé
- Château de la Verrerie (Saône-et-Loire) : transformation et agrandissement (1905-1911) pour la famille Schneider
- Château de Rivaulde (Salbris) pour la famille Schneider
- Château des Perrais à Parigné-le-Pôlin (Sarthe) : construction d'un pavillon et d'une galerie aux arcades surbaissées pour le marquis de Broc.
- Hôpital anglais Hertford (également connu sous le nom d'Institut hospitalier franco-britannique ou de Hertford British Hospital) à Levallois-Perret, pour Richard Wallace, en style néo-gothique (1882-1883). Actuellement siège d'une agence de publicité
- Hôtel d'Arenberg, 20 rue de la Ville-l'Évêque, Paris 8e, de style Louis XVI, pour le prince et la princesse Auguste d'Arenberg, détruit dans les années 1960
- Hôtel Bischoffsheim (dit aussi de Noailles), 11 place des États-Unis, Paris 16e, 1895, pour Ferdinand Bischoffsheim. Abrite aujourd'hui l'enseigne cristallière Baccarat.
- Hôtel de Breteuil, 12 avenue Foch, Paris 16e, 1902, pour Henry Le Tonnelier de Breteuil (aujourd'hui ambassade d'Irlande)
- Hôtel Ephrussi, 2 place des États-Unis, Paris 16e, 1886, style Louis XVI pour le banquier Jules Ephrussi (aujourd'hui résidence de l'ambassadeur d'Égypte)
- Hôtel de Broglie, 41 rue de la Bienfaisance, Paris 8e, pour le prince François de Broglie
- Hôtel de Ganay, 9 avenue George-V, Paris 8e, 1896-1898, (pour le marquis et la marquise de Ganay, aujourd'hui Assemblée permanente des chambres d'agriculture) ;
- Château de Tracy-le-Val (Oise), 1882, pour le marquis et la marquise de Ganay, née Mathilde de L'Aigle ;
- Hôtels Maurice et Rodolphe Kann, 49 et 51 avenue d'Iéna, Paris 16e, 1897 (le premier, très dénaturé, siège de diverses sociétés ; le second siège parisien de la Fondation Calouste-Gulbenkian jusqu'en 2013)
- Hôtel de La Ferronnays, 34 cours Albert-Ier (aujourd'hui ambassade du Brésil), transformations (ou reconstruction ?) pour Eugène II Schneider (vers 1901)
- Hôtel Kessler, 24-26 avenue Raphaël, Paris 16e, 1904, acheté par le parfumeur François Coty vers 1921[5] et démoli en 1961[6]
- Hôtel de La Trémoille, 1 boulevard Delessert, Paris 16e, 1912
- Hôtel Lebaudy, 55-57 rue François-Ier, Paris 8e, 1900, pour Pierre Lebaudy, détruit en 1962
- Hôtel Porgès, 14-18 avenue Montaigne, Paris 8e, 1892 pour Jules Porgès, détruit
- Hôtel Schneider, rue d'Anjou, Paris 8e, pour la famille Schneider
- Hôtel de Vogüé, 18 rue de Martignac, Paris 7e, 1882-1883 pour le comte Arthur de Vogüé (aujourd'hui Centre d'analyse stratégique)
- Maison à Chantilly (Oise) pour le prince de Broglie, en style Louis XVI, 1905
- Palais Rose (hôtel Gould-de Castellane), 40 (auj. 50) avenue Foch, Paris 16e, 1895, détruit en 1969.
- Château du Francport, [Le Francport], Choisy-au-Bac (1899) pour le marquis et la marquise de L'Aigle (aujourd'hui hôtel de luxe).
- Immeuble de rapport, 106 rue de l'Université et 119 rue de Lille, Paris 7e 1901 pour Camille Depret née Bixio (environ 6 000 m2)
- Château de Bois-Boudran (Seine-et-Marne), appartenant au comte Henry Greffulhe : construction en 1891 d'une aile monumentale destinée aux réceptions, et abritant notamment un théâtre (démolie dans les années 1960)[7].
- Hôtel de la Grange, 46 rue Copernic, Paris 16e, pour le baron Louis de la Grange en style Louis XVI en 1893.

### Étranger

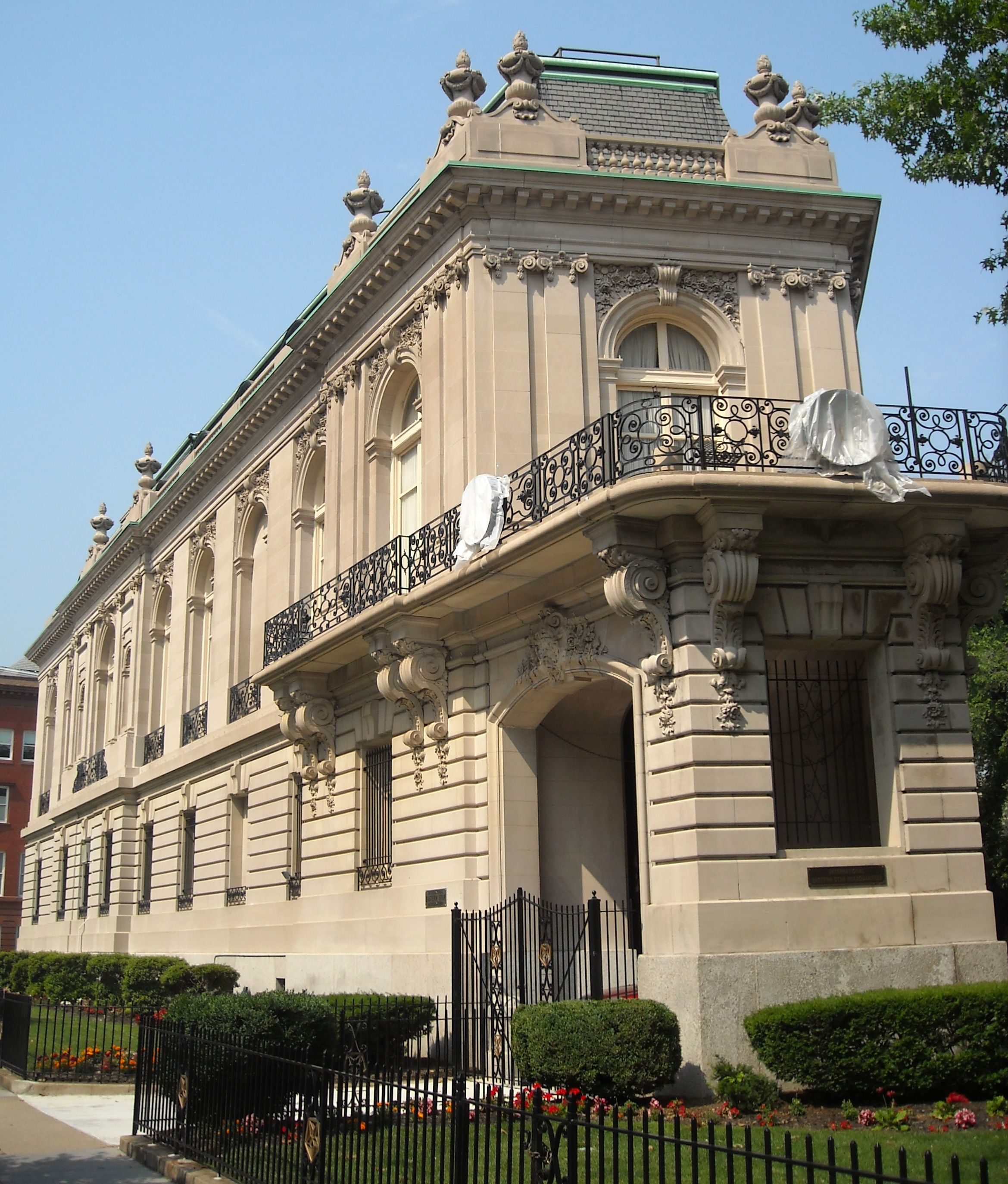
Perry Belmont House, Washington DC, 1909.

Sanson a également travaillé en Belgique, à Madrid, Washington, la Californie, Buenos Aires et Córdoba (Argentine). Parmi ses réalisations on peut citer :
- Carolands, château de 98 pièces à Hillsborough (Californie) pour Francis et Harriet Pullman Carolan (1912-1915)
- Château de Belœil, Belgique : reconstruction après un incendie pour le prince de Ligne (1900)
- Hôtel particulier à Washington, D.C., Perry Belmont House, 1618 New Hampshire Avenue, N.W., pour Perry Belmont (1907-1909), aujourd'hui quartier général international de l'ordre de l'Étoile orientale
- Palais à Madrid (Espagne) pour le duc de Montebello
- Palais Ferreyra à Córdoba (Argentine) pour Martin Ferreyra (1916)